# Zoofilie

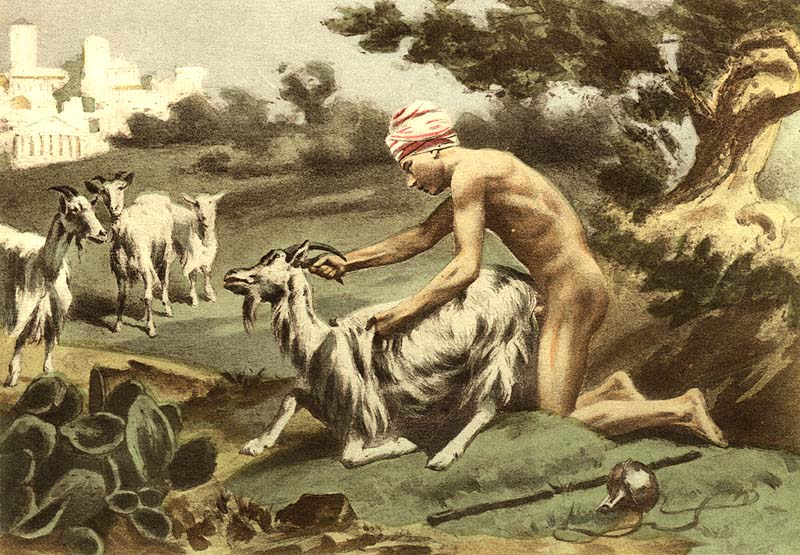
Pictură de Édouard-Henri Avril

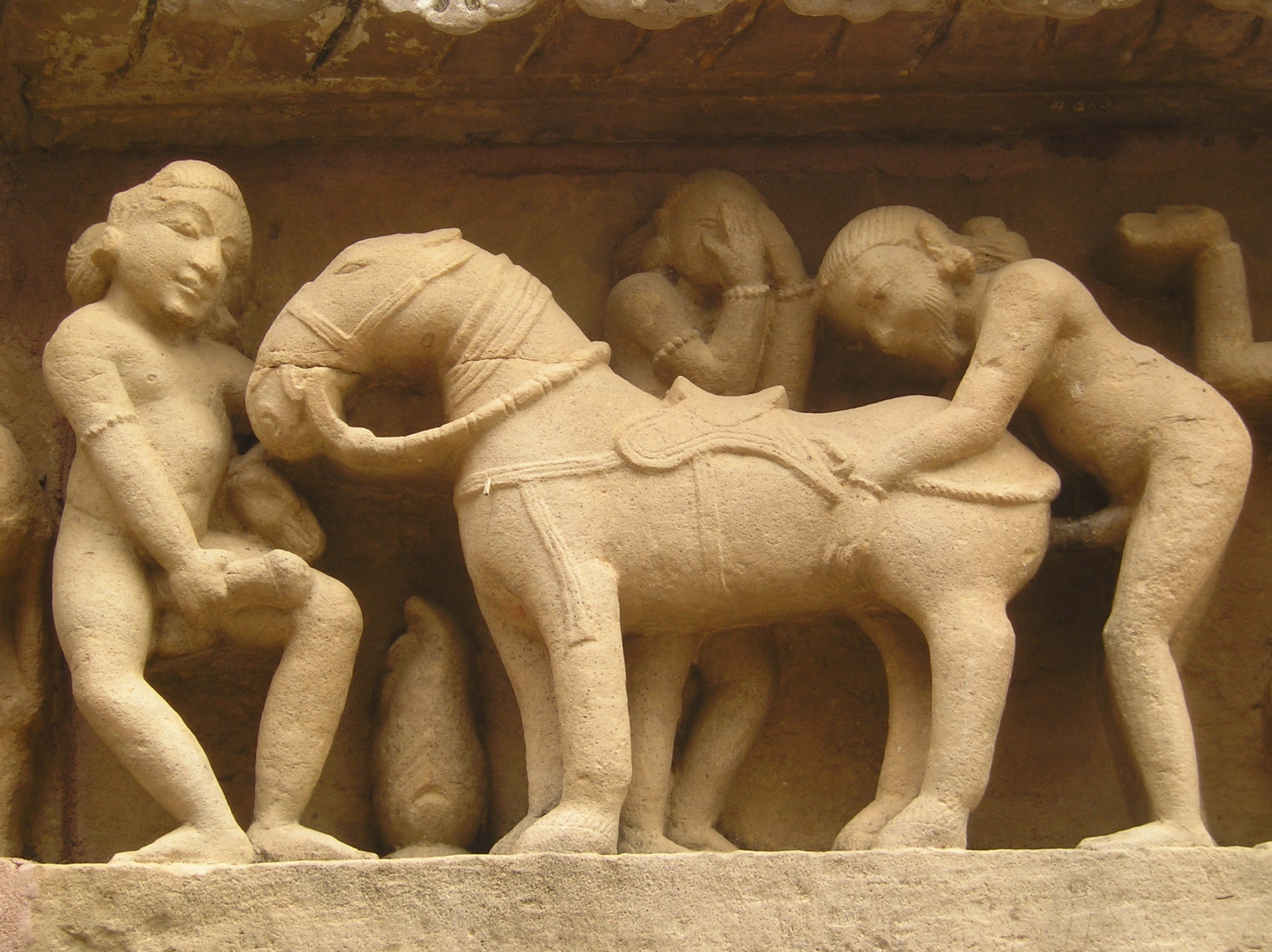
Scenă de zoofilie
templul Khajuraho-Lakshmana din India

Zoofilia (din greacă Ζῴoν (zôon), "animal", și φιλία (philia), "prietenie", "plăcere", "iubire"), denumită și bestialitate (din franceză bestialité), este o parafilie referitoare la excitarea sexuală derivată din contactul sexual și fanteziile cu animale. De multe ori sunt folosite animalele domestice. Documentele juridice din Europa și Statele Unite, din secolul 20, fac referire uneori la bărbați care au relații sexuale cu iepe, scroafe și oi, și ocazional alte animale domestice, cum sunt caprele, iepuroaicele și găinile.
Zoofilia este o tulburare mai rară a sexualității și foarte rară ca perversiune organizată. Uneori, zoofilia apare în situații de izolare, și în zone ale lumii în care contactul sexual înainte de căsătorie este strict interzis. 
Kinsey (1954) susține că în evul mediu rural aproximativ 8% din bărbați și 3,6% din femei au avut un contact sexual cu un animal. Bărbații s-au împerecheat mai ales cu animale din ferme, iar femeile mai ales cu câini și pisici. Hunt (1974) arăta că există un procent diferit al zoofiliei în mediul rural în SUA.
Plăcerea sexuală trăită ca urmare a urmăririi animalelor în timpul copulării este denumită zoofilie mixoscopică.
Richard Krafft-Bing, un neurolog, criminalist și psihiatru german, a publicat în 1886 cartea Psychopathio sexualis, un volum psihologic în care se trata problema zoofiliei. El a definit zoofilia ca o formă de fetișism, care implică excitarea sexuală prin atingerea și mângâierea unui animal, inclusiv și întreținerea de relații sexuale cu animalul. Tot el împarte zoofilii în două categorii: cei care au devenit zoofili prin tendințe patologice și cei care au devenit spontan. Pentru prima categorie a inventat termenul de zooerastie.
Există autori care consideră că zoofilia se referă numai la mângâierea unui animal ca stimul erotic și că zooerastia este contactul sexual direct cu un animal, având o componentă patologică.

## Zoofilia și mitologia
În mitologia greacă se povestește cum Zeus s-a transformat în lebădă pentru a o seduce pe Leda, în taur pentru a o răpi pe Europa și în vultur pentru a îl lua pe Ganymede.

## Zoofilia și Biblia
Biblia interzice zoofilia:
Să nu te culci cu o vită, ca să te pângărești cu ea. Femeia să nu se apropie de o vită, ca să curvească cu ea. Este o mare mișelie. (Leviticul 18:23')
Pedeapsa aplicată în poporul Israel celor ce erau prinși săvârșind acest păcat arată gravitatea pe care i-o acordau: 
Dacă un om se culcă cu o vită, să fie pedepsit cu moartea; și vita s-o omorâți. Dacă o femeie se apropie de o vită, ca să curvească cu ea, să ucizi și pe femeie și pe vită; să fie omorâte: sângele lor să cadă asupra lor. (Leviticul 20:15-16)
Biblia consideră că bărbatul sau femeia care comite zoofilie atrage un mare blestem asupra sa: 
„Blestemat să fie cel ce se va culca cu vreo vită oarecare!” (Deuteronomul 27:21)

## Zoofilia și Islamul
Majoritatea statelor islamice recunosc legea care spune că poți face sex cu o oaie, dar nu îi poți mânca apoi carnea.